# Massaker von Mahmudiyya
Das Massaker von Mahmudiyya war ein Vorfall, bei dem am 12. März 2006 nahe der irakischen Stadt al-Mahmudiyya, südlich von Bagdad, fünf US-Soldaten die 14-jährige Irakerin Abeer Qassim al-Janabi vergewaltigten und ermordeten. Auch die Eltern des Mädchens und die 6-jährige Schwester wurden dabei von einem US-Soldaten ermordet. Dieses Kriegsverbrechen führte zu Racheakten gegen die beteiligte Militäreinheit.

## Der Tathergang
Die US-Armee unterhielt westlich von al-Mahmudiyya in al-Yusufiyya einen Verkehrskontrollposten. Rund 200 Meter davon entfernt lebte die Familie Qasim in einem vereinzelt stehenden Farmhaus. Das Haus war bereits in den Tagen zuvor von der Patrouille mehrfach aufgesucht worden. Angaben von Nachbarn zufolge war die Mutter der 14-jährigen Abeer Qasim al-Janabi besorgt um das Schicksal ihrer Tochter gewesen und wollte sie bei Bekannten unterbringen; der Vater habe diese Sorgen aber als unbegründet zurückgewiesen.
Am Tag der Tat gingen fünf Soldaten des aus sechs Soldaten bestehenden Kontrollpostens auf das Haus der Familie Qasim zu. Es handelte sich um Steven Green, Paul E. Cortez, James P. Barker, Jesse V. Spielman und Bryan L. Howard, wobei Howard die Absicherung der Tat nach außen übernahm. Die Soldaten drangen in das Haus ein. Die Soldaten teilten die Familie auf zwei verschiedene Räume des Hauses auf. Green zwang Abeers Eltern und die 6-jährige Schwester in einen anderen Raum des Hauses. Abeer blieb mit den anderen Soldaten allein zurück. Da die Mutter hörte, wie Cortez und Barker im Nebenraum Abeer, die sich stark wehrte, vergewaltigten, kam es zwischen ihr und Green zu einem Gerangel, in deren Verlauf er der Mutter beide Arme brach. Kurz darauf kam Green dann mit einem AK-47-Sturmgewehr in der Hand zu den übrigen Soldaten zurück, denen er zurief, er habe Abeers Eltern und ihre 6-jährige Schwester erschossen. Im Anschluss wurde Abeer auch von Green vergewaltigt. Danach schoss Green ihr mit der AK-47 mehrfach in den Kopf. Die Soldaten übergossen ihren Körper mit Benzin und zündeten ihn an, um die Spuren der Vergewaltigung zu verwischen, bevor sie zu ihrem Stützpunkt zurückkehrten. Sie warfen die AK-47, mit der Green Abeer und ihre Familie erschossen hatte, in einen Kanal und verbrannten die blutige Kleidung. Anschließend feierten sie ihre Verbrechen bei einer Grill-Party mit Chicken Wings.
Die beiden Brüder Abeers befanden sich zum Zeitpunkt der Tat in der Schule und entkamen so dem Massaker. Zuerst Nachbarn, dann ihr von den Nachbarn hinzugerufener Onkel und dann sie selbst entdeckten die Tat als Erste, was zu ihrer Traumatisierung führte.

## Reaktionen
Am 10. Juli erklärte eine Gruppe mit dem Namen Mudschahidin-Schura-Rat, dass sie drei US-Soldaten, die derselben Einheit angehörten wie die Täter (dem 502. Infanterieregiment der 101. US-Luftlandedivision), aus „Rache für die Schändung unserer Schwester“ getötet habe, und dokumentierte dies durch ein entsprechendes Video. US-Militärsprecher erklärten zunächst, die Familie sei von Aufständischen getötet worden; al-Mahmudiyya ist eine konfessionell zwischen Schiiten und Sunniten geteilte Stadt und war seit längerem Brennpunkt entsprechender Auseinandersetzungen.
Steven Green nahm an der Beerdigung seiner getöteten Kameraden in Arlington in Virginia teil und wurde auf dem Heimweg in Virginia festgenommen.

## Gerichtsverfahren und Verurteilungen
Die Tat wurde von einem Militärgericht untersucht, das auf einem Stützpunkt in Kentucky eingerichtet wurde. Im Einzelnen ergingen dabei für die angeklagten Soldaten folgende Urteile:
- Steven D. Green war bereits am 16. Mai 2006, bevor der Fall publik wurde, wegen „antisozialer Persönlichkeitsstörung“ ehrenhaft aus der US-Army entlassen worden. Er wurde am 21. Mai 2009 von einem zivilen Gericht in Kentucky zu lebenslanger Haft verurteilt. Die Staatsanwaltschaft hatte die Todesstrafe gefordert. Green wurde am 15. Februar 2014 bewusstlos in seiner Zelle im United States Penitentiary, Tucson aufgefunden. Die Behörden gehen von einem Suizidversuch durch Erhängen aus. Er verstarb zwei Tage später.[6]
- James Barker wurde zu 90 Jahren Haft verurteilt, mit der Möglichkeit, bei guter Führung nach 20 Jahren entlassen zu werden.[7]
- Paul Cortez wurde am 22. Januar 2007 zu 100 Jahren Haft verurteilt, mit der Möglichkeit, bei guter Führung nach 10 Jahren entlassen zu werden.
- Jesse V. Spielman wurde am 3. August 2007 zu 110 Jahren Haft verurteilt, mit der Möglichkeit, bei guter Führung nach 10 Jahren entlassen zu werden. Er hatte ein Teilgeständnis abgelegt.
- Bryan L. Howard wurde unehrenhaft aus der US-Army entlassen und wegen Beihilfe zu 27 Monaten Haft verurteilt.

Die Anwälte der Angeklagten hatten sich darüber beklagt, dass die intensive und zum Teil sensationshungrige Begleitung des Verfahrens durch die Medien ein faires Verfahren verhindert habe. Die entsprechende Beschwerde wurde jedoch zurückgewiesen.

Die vier Haupttäter des Verbrechens
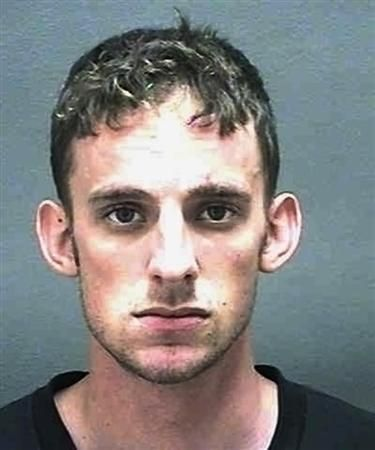
Steven D. Green, 2009
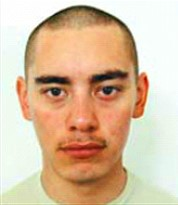
James Barker, 2006
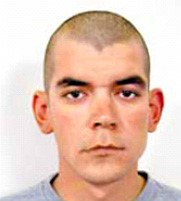
Paul Cortez, 2007
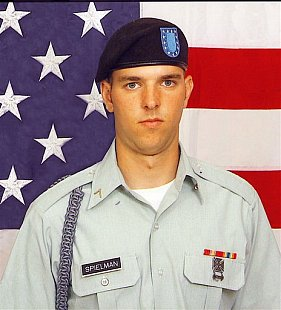
Jesse V. Spielman, 2006

## Film
Der Film Redacted (2007) basiert auf den Ereignissen von al-Mahmudiyya.